# Нейтринне охолодження
Нейтри́нне охолодже́ння — процес охолодження зоряних надр шляхом утворення нейтрино, що виносять енергію з усього об'єму ядра, оскільки зоря є практично прозорою для нейтрино низьких енергій. Швидкість такого об'ємного нейтринного охолодження, на відміну від класичного поверхневого фотонного охолодження, не обмежена фотосферою та процесами перенесення енергії з надр зір до неї, тому механізм охолодження є дуже ефективним.
Існує декілька механізмів нейтринного охолодження, що діють на різних стадіях еволюції зір.

## Розсіювання фотонів на електронах
За високих температур і густин плазми (як класичної, так і з виродженням її електронної компоненти), характерним для надр зір на пізніх стадіях еволюції, можливо розсіяння фотонів на електронах з утворення нейтринно-антинейтринних пар.

## Процеси за участю нуклонів (урка-процеси)
Вперше механізм перенесення енергії з надр випромінюванням нейтрино запропонували Гамов та Шенберг на прикладі тринуклонної системи. При температурі T ≈ 108К стають можливими наступні реакції:
{\displaystyle ^{3}H\rightarrow ^{3}He+e^{-}+{\tilde {\nu }}}
{\displaystyle ^{3}He+e^{-}\rightarrow ^{3}H+\nu }
Перша реакція — це розпад тритію з енерговідділенням ~18 кеВ, друга — обернена — відбувається за наявності електронів з енергією понад 18 кеВ. Але, як у будь-яких реакціях β-розпаду — як прямих, так і обернених — частина енергії виноситься нейтрино, і тому будь-які такі реакції в надрах зір є термодинамічно нерівноважними.
У випадку нейтронізації речовини надра зорі, наприклад, при утворенні нейтронних зір та спалахів наднових, тобто низької концентрації електронів, можливі реакції:
{\displaystyle n+n\rightarrow n+p+e^{-}+{\tilde {\nu }}}
{\displaystyle n+p+e^{-}\rightarrow n+n+\nu }
Ці процеси дуже сильно залежать від температури, починаючи вже з T ≈ 5·108 К, нейтронне випромінювання зорі перевищує її фотонне випромінювання[джерело?]. У бесіді з Гамовим Шенберг помітив, що завдяки цим процесам «енергія зникає з надр наднової так само швидко, як зникають гроші при грі в рулетку», і такий механізм нейтринного охолодження за пропозицією Гамова почали називати урка-процес — на честь казино «Урка» (Casino-da-Urca), що розташоване в Ріо-де-Жанейро, де відбулася перша зустріч Гамова з Шенбергом.

## Процеси за участі позитронів
За температур вищих від T ≈ 1010 К починається народження електрон-позитронних пар та починають ефективно йти процеси
{\displaystyle e^{+}+n\rightarrow p+{\tilde {\nu }}}
та
{\displaystyle e^{+}+e^{-}\rightarrow \nu +{\tilde {\nu }}}
Імовірність анігіляції електрон-позитронних пар з утворенням пар нейтрино-антинейтрино значно нижча за імовірність анігіляції з утворенням пар гамма-квантів, однак цей процес, на відміну від першого, термодинамічно рівноважний і не впливає на імовірність анігіляції з утворенням пар нейтрино-антинейтрино. У таких умовах залежність енерговтрат від температури ще вища: Q~T6.

## Нейтринне охолодження в еволюції зір
На пізніх стадіях еволюції зір нейтринне охолодження може відігравати вирішальну роль, оскільки на цих стадіях досягаються високі температури і нейтрино ефективно відводять енергію з центральних ділянок зорі. Внесок нейтринного охолодження вагомий у механізмах таких процесів, як гелієві спалахи, вуглецева детонація, швидке охолодження білих карликів та нейтронних зір, а також спалахи наднових.